# Đặng Trần Côn
Đặng Trần Côn (n. 1710 - d. 1745) a fost un poet vietnamez de expresie chineză.
În romanele sale în versuri, a evocat în culori sumbre viața țărănimii.
Printre scrierile sale menționăm:
- Cântecul de jale al unei neveste de soldat ("Chinh phụ ngâm khức") (1741/1742)
- Opt peisaje din Tiêu tương ("Tiêu tương bát cảnh")